# Supremacy (canción de Muse)
«Supremacy» —en español: «Supremacía»— es una canción de la banda de rock alternativo Muse, perteneciente a su sexto álbum de estudio, The 2nd Law. Es la canción que abre el álbum y el que abría los conciertos durante la gira de «The 2nd Law». Fue lanzada como sencillo el 25 de febrero de 2013.
La banda interpretó la canción con una orquesta y coro en los BRIT Awards 2013 el 20 de febrero de 2013.

## Composición
En palabras de Bellamy, «Supremacy» representa a la banda yendo a “niveles absurdos”. Siguiendo la temática del álbum sobre la insostenibilidad energética, en esta canción Matt pinta “una escena terrorífica en la que la humanidad pierde su supremacía sobre la Tierra, mientras las olas del mar suben y la escasez energética causa desesperación global”.
Para esta canción Bellamy utiliza una guitarra de siete cuerdas.
La canción ha sido comparada con Led Zeppelin y la música de las películas de James Bond.

## Vídeo musical
El vídeo musical fue lanzado el 2 de febrero de 2013 a través del sitio web de NME. Seis días más tarde fue subido al canal oficial de YouTube de Muse. El vídeo fue grabado en Los Ángeles, EE. UU. El vídeo se divide entre los integrantes del grupo tocando la canción, y una serie de personas con la cara pintada a lo corpse paint haciendo deportes extremos como BMX y el surf.

## Rumores sobre James Bond y Skyfall
La canción ha sido constantemente comparada con muchas canciones que han sido temas de películas de ''James Bond'', incluso considerada como perfecta para una película. Muchos fanes tanto de Muse como de las películas de James Bond alguna vez consideraron apoyar «Supremacy» como la canción principal de la película de James Bond de ese año, Skyfall. Algunos blogs incluso llegaron a comparar la canción con el tema "Skyfall" de Adele. Debido a esta relación y comparaciones, los rumores surgieron y alegaban que originalmente Muse escribió «Supremacy» para audicionar en «Skyfall», como tema de la película de James Bond.
Desde la publicación de «The 2nd Law», Muse han hecho comentarios reiterados con respecto al parecido estilo de «Supremacy» a otras canciones de James Bond. Dominic Howard, baterista de la banda, comentó que "mi punto de vista es que deberían usarla para la próxima película de James Bond, pero no sé qué ha sucedido con eso realmente. He escuchado que Adele se está encargando de ello". Este comentario fue malinterpretado como una confirmación de los rumores que decían que Muse había escrito la canción para Skyfall y que además la habían presentado, algo que fue luego desmentido por la banda.

## Lista de canciones
| Sencillo en vivo de iTunes |                                        |          |  |
| N.º                        | Título                                 | Duración |  |
| 1.                         | «Supremacy» (Live from the BRITs 2013) | 4:47     |  |

| Sencillo promocional |                             |          |  |
| N.º                  | Título                      | Duración |  |
| 1.                   | «Supremacy» (Radio Edit)    | 4:28     |  |
| 2.                   | «Supremacy» (Album Version) | 4:55     |  |

## Posicionamiento en listas

### Semanales
| Listas (2013)                         | Mejor posición |
| ------------------------------------- | -------------- |
| Francia (SNEP)                        | 84             |
| Suiza (Schweizer Hitparade)           | 58             |
| Reino Unido (UK Singles Chart)        | 58             |
| UK Rock (The Official Charts Company) | 2              |
| US Rock Songs (Billboard)             | 39             |